# Дивина-Пастора
Дивина-Пастора (порт. Divina Pastora)  —  муниципалитет в Бразилии, входит в штат Сержипи. Составная часть мезорегиона Восток штата Сержипи. Входит в экономико-статистический  микрорегион Котингиба. Население составляет 3725 человек на 2006 год. Занимает площадь 93 км². Плотность населения — 40,05 чел./км².

## История
Город основан в 1838 году.

## Статистика
- Валовой внутренний продукт на 2004 составляет 118.493.229,00 реалов (данные: Бразильский институт географии и статистики).
- Валовой внутренний продукт на душу населения на 2004 составляет 33.052,50 реалов (данные: Бразильский институт географии и статистики).
- Индекс развития человеческого потенциала на 2000 составляет 0,655 (данные: Программа развития ООН).